# Referendum in Austria del 1978
Il referendum in Austria del 1978 si svolse il 5 novembre 1978 per chiedere agli elettori se approvassero la legge che consentiva la produzione di energia nucleare e in particolare l'avvio della centrale nucleare di Zwentendorf. Gli elettori respinsero la proposta con il 50,5% di voti contrari; di conseguenza, sebbene la costruzione fosse già terminata, la centrale nucleare di Zwentendorf non fu mai utilizzata, e in seguito venne smantellata.
L'affluenza alle urne di questo primo referendum della Seconda Repubblica fu del 64,1%.

## Contesto

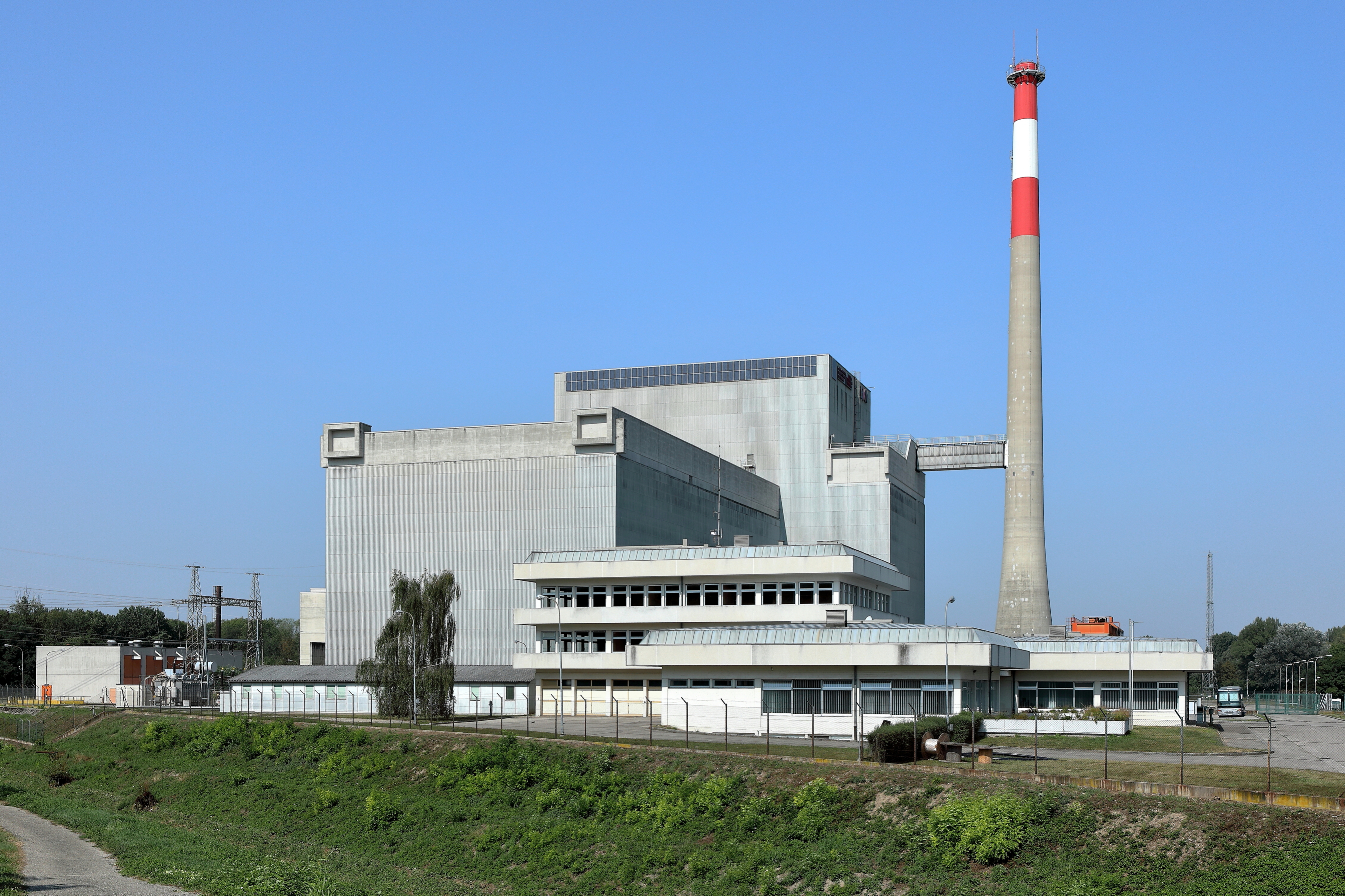
Centrale nucleare di Zwentendorf

Dopo che la costruzione di una centrale nucleare a Zwentendorf sul Danubio fu decisa nel 1969 dall'allora governo di alleanza ÖVP Klaus II e iniziata nel 1972 sotto il governo di alleanza SPÖ Kreisky II, un ampio movimento anti-nucleare si formò in Austria a partire dal 1975. Alla fine del 1977, anche l'ÖVP, seppure fosse fondamentalmente a favore dell'uso dell'energia nucleare, si posizionò contro la centrale di Zwentendorf. In questa situazione, l'esecutivo del partito SPÖ decise che la questione serebbe dovuta essere sottoposta a un referendum, che gli oppositori del nucleare chiedevano da tempo. Il 28 giugno 1978, una legge sull'uso pacifico dell'energia nucleare fu approvata dal Consiglio nazionale in una votazione per appello nominale con i voti della SPÖ, e contro i voti della ÖVP e della FPÖ, e successivamente fu deciso all'unanimità di indire un referendum. Il 6 luglio, il Consiglio federale si oppose a questa risoluzione con i voti dell'ÖVP, che fu ribaltata dal Consiglio nazionale il 7 luglio con una risoluzione di insistenza. Il referendum fu ordinato dal presidente federale Kirchschläger il 13 settembre, e il governo federale fissò il 5 novembre 1978 come data del voto.

## Campagna referendaria
Nella campagna elettorale prima del voto, l'SPÖ e le parti sociali si espressero a favore del "sì", mentre i gruppi antinucleari fecero campagna per il "no" e misero in guardia dai rischi del nucleare. Anche il Partito Popolare Austriaco (ÖVP) portò avanti una campagna per il "No" sulla centrale di Zwentendorf, ma era favorevole all'energia nucleare in sé. La FPÖ, che negli anni 1960 aveva ancora sostenuto la costruzione di centrali nucleari, si espresse completamente contro l'uso dell'energia nucleare. Il cancelliere Bruno Kreisky annunciò la sua intenzione di dimettersi in caso di vittoria del "no".

## Quesito

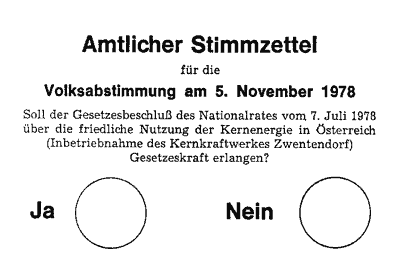
Scheda della votazione

## Risultati
| Scelta                        | Voti      | %     |
| ----------------------------- | --------- | ----- |
| Sì                            | 1 576 709 | 49,5  |
| No                            | 1 606 777 | 50,5  |
| Totale                        | 3 183 486 | 97,7% |
| Schede bianche/nulle          | 75 996    | 2,3%  |
| Votanti/affluenza             | 3 259 482 | 64,1  |
| Elettori                      | 5 790 578 |       |
| Fonte: Ministero dell'interno |           |       |

### Risultati per stato
| Stato         | Scelta    | Voti validi | Sì        | %    | No        | %    |
| ------------- | --------- | ----------- | --------- | ---- | --------- | ---- |
| Burgenland    | 187.879   | 124.384     | 74.377    | 59,8 | 50.007    | 40,2 |
| Carinzia      | 355.219   | 217.911     | 117.481   | 54,1 | 100.070   | 45,9 |
| Bassa Austria | 964.048   | 672.154     | 341.831   | 50,8 | 330.323   | 49,2 |
| Alta Austria  | 809.904   | 537.965     | 254.337   | 47,3 | 282.628   | 52,3 |
| Salisburghese | 277.141   | 165.523     | 71.576    | 43,2 | 93.947    | 56,8 |
| Stiria        | 793.746   | 452.423     | 238.851   | 52,8 | 213.572   | 47,2 |
| Tirolo        | 355.164   | 156.160     | 53.357    | 34,2 | 102.803   | 65,8 |
| Vorarlberg    | 169.065   | 126.779     | 19.731    | 15,6 | 107.048   | 84,4 |
| Vienna        | 1.171.613 | 730.187     | 404.808   | 55,4 | 325.379   | 44,6 |
| Totale        | 5.083.779 | 3.183.486   | 1.576.709 | 49,5 | 1.606.777 | 50,5 |

## Conseguenze
Il 15 dicembre 1978, il Consiglio nazionale approvò all'unanimità la "legge sul blocco atomico", che proibiva la costruzione di centrali nucleari e la messa in funzione di quelle esistenti in Austria.
Il cancelliere Bruno Kreisky non si dimise dopo la sconfitta al referendum, e il suo SPÖ ottenne ancora una volta la maggioranza assoluta nelle elezioni parlamentari del 1979. Rimase cancelliere federale fino a quando non perse la maggioranza assoluta nelle elezioni del 1983.
Insieme all'occupazione della Hainburger Au nel 1984, il referendum sulla centrale di Zwentendorf è considerato la nascita del movimento dei Verdi in Austria e un punto di svolta nella coscienza democratica austriaca. Questi eventi hanno anche contribuito significativamente all'affermazione dell'idea di protezione ambientale nella società e nella politica austriaca.
Nel 1985, il cancelliere federale Fred Sinowatz (SPÖ) cercò di mettere in funzione la centrale di Zwentendorf. A questo scopo, si sarebbe dovuto tenere un altro referendum, il cui esito positivo avrebbe portato alla caduta della legge di messa al bando del 1978. Il partner di coalizione FPÖ non ha sostenuto questo piano, così Sinowatz ha cercato di convincere l'ÖVP ad accettare. Il 21 marzo il Consiglio nazionale ha votato una mozione d'iniziativa della SPÖ per una legge costituzionale federale su un nuovo referendum. In una votazione per appello nominale, la mozione non riuscì a raggiungere la maggioranza dei due terzi necessaria per le leggi costituzionali, con 91 "sì" contro 90 "no". I partiti di governo SPÖ e FPÖ non hanno richiesto ai loro deputati di votare. Dopo il disastro nucleare di Černobyl' nel 1986, il rifiuto del nucleare è diventato un consenso politico in Austria. Nel 1999, il Consiglio nazionale ha approvato all'unanimità la legge sul bando del nucleare al rango di legge costituzionale federale per un'Austria senza nucleare.